# Leptochilus tarsatiformis
Leptochilus tarsatiformis är en stekelart som först beskrevs av Giordani Soika 1943.  Leptochilus tarsatiformis ingår i släktet Leptochilus och familjen Eumenidae. Inga underarter finns listade i Catalogue of Life.